# Antoine de Boysson
Pour les articles homonymes, voir Famille de Boysson et Boysson.
Joseph Bernard Antoine de Boysson, né le 18 novembre 1892 au Chesnay (Yvelines) et mort le 21 janvier 1946 à Pau (Pyrénées-Atlantiques), était un ingénieur aéronautique français. 

## Biographie
Antoine de Boysson est le fils de Xavier de Boysson (1851-1927), directeur du contrôle général des armées et secrétaire général du ministère de la Guerre.
Polytechnicien (X 1912), il a travaillé à la SAMM et a conçu de nombreux équipements pour l'industrie aéronautique française durant l'entre-deux-guerres : trains d'atterrissage, tourelles de défense armées de mitrailleuses ou de canons de petit calibre. Ses inventions ont également intéressé l'industrie aéronautique britannique, et les tourelles qu'il a conçues ont équipé de nombreux bombardiers ou chasseurs lourds de la Royal Air Force durant la Seconde Guerre mondiale.

## Distinctions
- Chevalier de la Légion d'honneur (28 décembre 1928)[1]
- Croix de guerre 1914–1918
- Ordre du Trésor sacré de 5e classe